# Esther Morales-Cañadas
Esther Morales-Cañadas (* 25. Februar 1951 in Sevilla) ist eine in Deutschland lebende spanische Cembalistin und Musikwissenschaftlerin.

## Leben
Ihre Ausbildung erhielt Esther Morales-Cañadas in Sevilla : Musik in "Conservatorio Superior de Música de Sevilla"  (Staatliches Diplom) und Kunstgeschichte (Licenciatura/Magster).in die Universidad de Sevilla  Das Musikstudium beendete sie mit Aufzeichnungen in Klavier, Kammermusik und Musik-Ästhetik. Danach erweiterte ihr Studium in Salzburg: an der Hochschule für Musik  Mozarteum, wo sie sich in Cembalo spezialisierte, und an die Universität (Musikwissenschaft), unter anderem bei Nikolaus Harnoncourt, Cesar Bresgen, und Liselotte Brändl.
Sie war mehrfach Stipendiatin der spanischen, portugiesischen und französischen Regierungen, um mit berühmten Professoren zu studieren, u. a. Rafael Puyana und Paul Badura-Skoda. Seit 1980 lebt sie in Deutschland.
Konzerte in Spanien,  Venezuela, Frankreich und Deutschland machten sie in diesen Ländern als Interpretin spanischer und deutscher Musik für Cembalo bekannt. Neben der Alten Musik gehören die Konzerte von Francis Poulenc und Manuel de Falla sowie Werke zeitgenössischer Komponisten zu ihrem Repertoire. Seit der CD-Produktion Cembalo Espressivo ist sie auch auf Tonträger zu hören sowie auf ihrem YouTube-Kanal.
Im Jahr 1998 legte Esther Morales-Cañadas ihre Dissertation über Die Verzierungen in der spanischen Musik des 17. und 18. Jahrhunderts an der Universität Münster bei Klaus Hortschansky vor, die erste umfassende Darstellung zu diesem Thema. Seither hat sie zahlreiche Arbeiten zu Themen der Aufführungspraxis veröffentlicht. Sie gilt als Expertin für die Themen Affekt und Rhetorik in der Musik.
Esther Morales-Cañadas ist Trägerin mehrere Musikpreise, eines Leistungspreises der Friedrich-Schiller-Universität Jena und eines Literaturpreises. Sie hat auch sich auch als Autorin und Illustratorin belletristischer und sozio-philosophischer Bücher betätigt. Darüber hinaus verfasst sie zahlreiche Artikel und Vorträge zur Kunstgeschichte Spaniens. Während ihrer Zeit als Dozentin an der Friedrich-Schiller-Universität Jena leitete sie dort in den Jahren 2004 bis 2016 die spanischsprachige Studententheatergruppe Los Locodrilos.
Am 18. Juni 2024 wurde sie als Ehrenakademikerin in der Real Academia de Bellas Artes „Santa Isabel de Hungría“ von Sevilla aufgenommen.
Sie ist eine Enkeltochter des Arztes José María Cañadas Bueno.

## Publikationen
- Die Verzierungen in der spanischen Musik des 17. und 18. Jahrhunderts. Europäische Hochschulschriften, Reihe 36: Musikologie, Band 174. Verlag Peter Lang, Frankfurt 1998, ISBN 978-3631328866.
- Antonio Soler, un visionario ilustrado: Intento musical y biográfico razonado. Jenaer Beiträge zur Romanistik. Nr. 4, Spanische Ausgabe. AVM – Akademische Verlagsgemeinschaft München, München 2014, ISBN  978-3954770212.
- Sind wir nur Menschen?: Eine Revision der Rechte der Menschen, das Verhalten dazu in der heutigen Gesellschaft und die Konsequenzen für das kollektive Gedächtnis. Menta Libre Verlag, München 2015, ISBN 978-3-940223-340.
- Die Verwirrung des menschlichen Verlangens. Verlag Rote Zahlen, Buxtehude 2016, ISBN 978-3944643540.
- Seltsame und allegorische Erzählungen / Narraciones extrañas y alegóricas. Fabuloso Verlag, Bilshausen 2017, ISBN 978-3945346624.
- Kritische Dialoge zwischen Lebewesen und anderen belebten „Objekten“: Diálogos críticos entre seres vivos y otros „objetos vivientes”. Fabuloso Verlag, Bilshausen 2020, ISBN 978-3945346853.